# دي سي طومسون

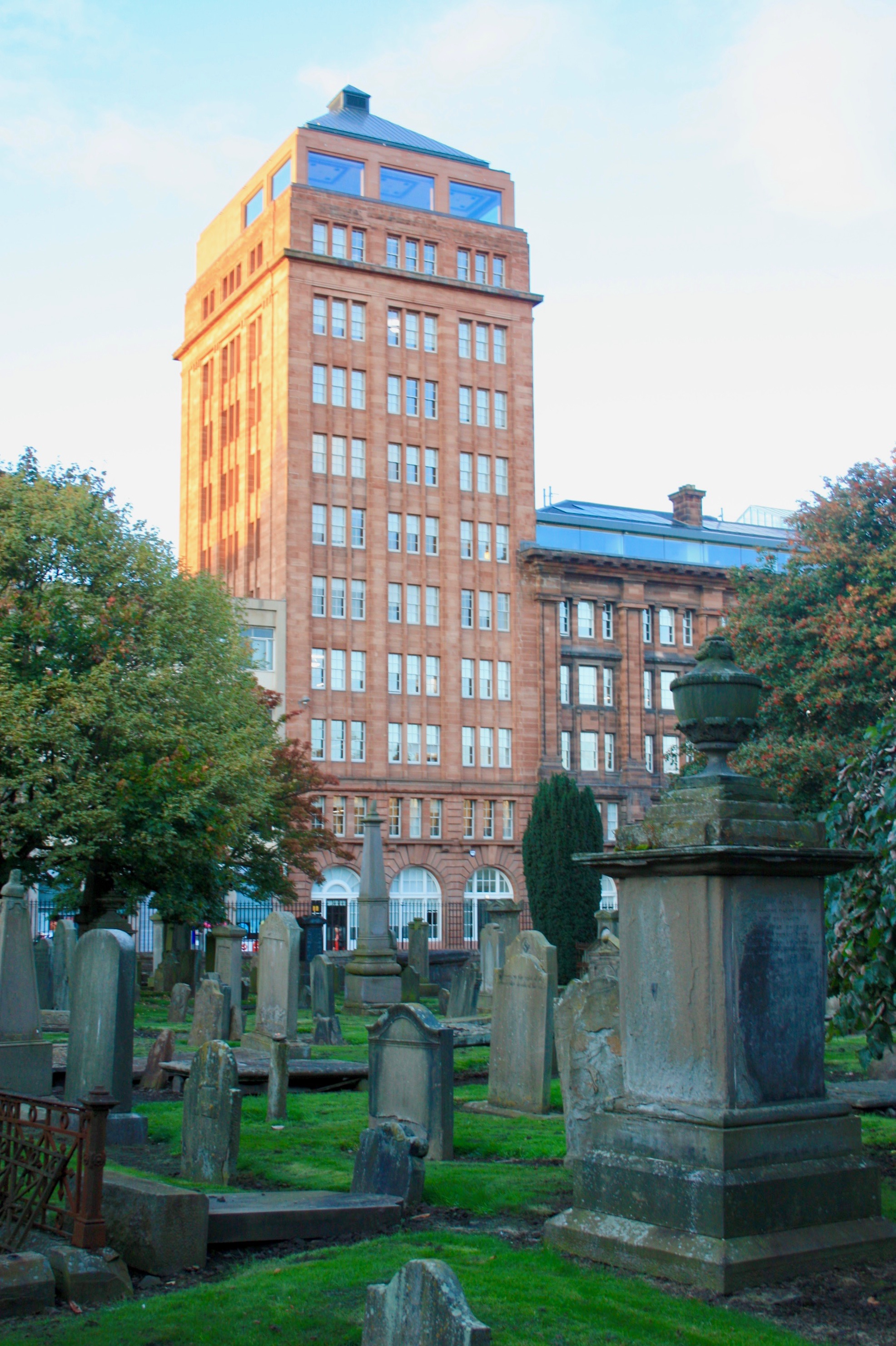
طول برج دي سي طومسون كما يُري من الهوف، دندي

دي سي طومسون هي شركة إسكتلندية للنشر والإنتاج التلفزيوني تشتهر بإنتاج جريدة الساعي (دندي) [الإنجليزية] وجريدة التلغراف المسائي (دندي) [الإنجليزية] ومجلة صنداي بوست [الإنجليزية] وأور وولي [الإنجليزية] والبرونز والبينو [الإنجليزية] والداندي [الإنجليزية] وكوماندو (كوميك) [الإنجليزية]. كما تمتلك مجموعة أبردين للمجلات التي تنشر الصحف والمجلات. كانت مساهمًا كبيرًا في شركة آي تي في السابقة في التلفاز الجنوبي. من خلال شركتها الفرعية دي سي طومسون فاميلي هيستوري، تمتلك الشركة العديد من المواقع الإلكترونية بما في ذلك Friends Reunited وFindmypast. يقع مقرها في دندي، إسكتلندا.

## روابط خارجية
- الموقع الرسمي